# Fading In Fading Out
Fading In Fading Out, in seguito ripubblicato come Fading In and Fading Out, è un brano di Ringo Starr, incluso, come traccia d'apertura, sul suo album Choose Love del 2005. Composto dal drummer, accreditato con il suo vero nome, Richard Starkey, da Mark Hudson e da Gary Burr e prodotto dai primi due, è stato pubblicato, dalla CNR Records, anche su un singolo promozionale, ma solo nei Paesi Bassi. La traccia ha ricevuto riscontri positivi: il sito rateyourmusic.com lo mette alla 7ª posizione delle 25 migliori canzoni dell'ex-beatle, tra You're Sixteen e Photograph; è apparso su due raccolte: Photograph: The Very Best of Ringo del 2007 e Ringo 5.1: The Surround Sound Collection del 2008. Riguardo al pezzo, Starr ha affermato che si tratta di un "pezzo che si dissolve", suonato "con un buon gruppo".

## Formazione
- Ringo Starr: voce, batteria, percussioni
- Robert Randolph: chitarra solista
- Mark Hudson: cori, chitarra elettrica, chitarra acustica, basso elettrico
- Gary Burr: cori, chitarra elettrica, chitarra acustica
- Mark Mirando: chitarra elettrica
- Dan Higgins: corni
- Gary Grant: corni[1][2]

L'arrangiamento dei corni è ad opera di Jim Cox. Talvolta, anche a Burr è stata accreditato il basso.